# Eric Martel
Eric Martel (Straubing, 29 april 2002) is een Duits voetballer die doorgaans als verdedigende middenvelder speelt. Hij debuteerde in 2020 als A-junior in het betaald voetbal namens RB Leipzig in een wedstrijd om de DFB-Pokal. Sinds juli 2022 staat hij onder contract bij 1. FC Köln.

## Carrière

### Jeugd
Martel begon zijn voetbalcarrière bij RSV Ittling. In 2012 maakte hij na twee jaar de overstap naar  Jahn Regensburg, waar hij aansloot bij de Onder-11. Vier jaar later wilde hij een volgende stap zetten en speelde hij een oefenwedstrijd bij RB Leipzig. Hij werd toen afgewezen omdat men hem niet snel genoeg vond. Een seizoen later kreeg hij opnieuw een kans en slaagde hij wel. Na vijf jaar bij Regensburg maakte hij alsnog de overstap naar de in 2009 opgerichte club. Hij begon in de jeugdonderbouw en maakte in zijn tweede seizoen zijn opwachting in de bovenbouw.
In het seizoen 2018/19 werd Martel toegevoegd aan de selectie van de Onder-17. Op 11 augustus 2018 maakte hij tijdens de openingswedstrijd van de competitie zijn basisdebuut tegen leeftijdsgenoten van FC St. Pauli. Op 17 november scoorde hij zijn eerste doelpunt in deze leeftijdscategorie, in de met 0–2 gewonnen uitwedstrijd tegen Holstein Kiel. Hij opende de score in de 26e minuut. Na één seizoen in de Onder-17 maakte Martel de overstap naar de Onder-19. Vanaf de eerste competitiewedstrijd tegen  1. FC Magdeburg was hij een vaste waarde in het team van trainer Alexander Blessin. Tot aan de gedwongen competitieonderbreking vanwege de coronamaatregelen miste hij slechts één wedstrijd, wegens een schorsing tegen Werder Bremen. Daarnaast speelde hij alle wedstrijden in de UEFA Youth League. In de zomer van 2020 tekende Martel zijn eerste profcontract bij RB Leipzig. In het seizoen 2020/21 werd hij benoemd tot aanvoerder van de Onder-19, maar kwam hij slechts drie keer in actie omdat de competitie opnieuw werd stilgelegd vanwege de coronapandemie.

### RB Leipzig
In het seizoen 2018/19 mocht hij op 17-jarige leeftijd voor het eerst meetrainen met de eerste selectie, op uitnodiging van hoofdtrainer Ralf Rangnick.
In het seizoen 2020/21 werd Martel op 24 oktober door trainer Julian Nagelsmann voor het eerst opgenomen in de wedstrijdselectie van het eerste elftal. Tijdens de thuiswedstrijd tegen Hertha BSC  bleef hij de hele wedstrijd op de bank in de Red Bull Arena. In de weken daarna maakte hij meerdere keren deel uit van de selectie als wisselspeler, zowel in de Bundesliga als in de Champions League, zonder daadwerkelijk in actie te komen. Zijn officiële debuut volgde op 12 december 2020 in de tweede ronde van de  DFB-Pokal, tijdens de uitwedstrijd tegen FC Augsburg. In de met 0–3 gewonnen wedstrijd viel hij in de 88e minuut in voor Dayot Upamecano. In de winterstop werd hij voor anderhalf jaar verhuurd aan Austria Wien. Na anderhalf jaar keerde hij terug bij RB Leipzig, waar al snel duidelijk werd dat zijn kansen op speeltijd beperkt zouden zijn. Martel besloot de club te verlaten en vervolgde zijn loopbaan bij 1. FC Köln.

#### Verhuur aan Austria Wien
Op 15 januari 2021 tekende Martel een contract bij Austria Wien, waarmee hij voor anderhalf jaar werd gehuurd van RB Leipzig. Enkele dagen later maakte hij zijn debuut voor de Oostenrijkse club in de uitwedstrijd tegen SV Ried.  TrainerPeter Stöger stelde hem direct op in de basis, maar in de 51e minuut kreeg Martel zijn tweede gele kaart en werd hij door scheidsrechter Christopher Jäger van het veld gestuurd. Na een schorsing van één wedstrijd keerde hij terug in het duel tegen WSG Tirol , waarin hij zijn eerste doelpunt in de Oostenrijkse Bundesliga maakte. In de Generali Arena zette hij zijn ploeg in de 7e minuut op een 1–0 voorsprong na een voorzet van Georg Teigl.  De rest van het seizoen bleef Martel een vaste waarde en speelde hij vrijwel alle wedstrijden. Austria Wien eindigde dat seizoen op de tweede plaats in de play-offgroep voor Europees voetbal. In de play-offfinale tegen Wolfsberger AC werd in twee wedstrijden de overwinning veiliggesteld, met Martel beide keren in de basis. Dankzij deze winst plaatste de club zich voor de UEFA Conference League. In het seizoen 2021/22 speelde Martel zowel in de heen- als terugwedstrijd van de tweede voorronde tegen het IJslandse Breiðablik. Hij maakte zijn Europese debuut op 22 juli 2021 in de met 1–1 gelijkgespeelde thuiswedstrijd. In de return in Kópavogur werd met 2–1 verloren, waarmee Austria Wien werd uitgeschakeld. Ook in de rest van het seizoen was Martel een vaste kracht. Na afloop van het seizoen 2021/22 keerde hij terug naar RB Leipzig

### 1. FC Köln
In de zomer van 2022 tekende Martel een vierjarig contract bij 1. FC Köln. Op 13 augustus 2022 maakte hij zijn debuut in de Bundesliga, uitgerekend tegen zijn voormalig werkgever RB Leipzig. In de Red Bull Arena kreeg hij van trainer Steffen Baumgart een basisplaats en werd hij in de 62e minuut gewisseld voor Ondrej Duda. Op 8 april 2023 maakte Martel zijn eerste doelpunt voor Die Geißböcke, in de met 1–3 gewonnen uitwedstrijd tegen FC Augsburg. In de 16e minuut tekende hij in de WWK ARENA voor de 0–2. In zijn tweede seizoen (2023/24) kreeg Martel medio september tijdens een interland met Duitsland –21 last van zijn achillespees, waardoor hij enkele competitiewedstrijden moest missen. Na zijn rentree tegen Bayer Leverkussen keerde hij terug in de basis en bleef hij een vaste waarde. Ook na het ontslag van trainer Baumgart en de komst van diens opvolger Timo Schultz behield Martel zijn basisplaats. Ondanks de trainerswissel vocht 1. FC Köln het hele seizoen tegen degradatie en eindigde uiteindelijk als zeventiende, wat leidde tot degradatie naar de  2. Bundesliga. Martel besloot, ondanks een vertrekclausule bij degradatie, de club trouw te blijven.
In de eerste seizoenshelft van 2024/25 miste Martel slechts vier speelminuten. Alleen in de derde competitieronde tegen Eintracht Braunschweig werd hij in de 86e minuut gewisseld door de nieuwe trainer Gerhard Struber. Door een stroeve competitiestart stond 1. FC Köln na elf speelronden op de twaalfde plaats. Begin november keerde het tij en bleef de ploeg tot aan de winterstop ongeslagen, waardoor Köln als koploper de winterpauze inging. Ook in de tweede seizoenshelft bleef Martel een vaste waarde. Hij miste drie wedstrijden, twee vanwege een spierblessure en een wegens ziekte. Op 9 februari 2025 droeg hij in de thuiswedstrijd tegen Schalke 04 voor het eerst de aanvoerdersband, als vervanger van de afwezige Timo Hübers. Met zijn grote aantal speelminuten leverde Martel een belangrijk aandeel in het kampioenschap van 1. FC Köln, waarmee de club na één seizoen terugkeerde naar de Bundesliga.

## Clubstatistieken
| Seizoen                     | Club            | Competitie      | Competitie | Competitie | Beker | Beker | Internationaal | Internationaal | Overig | Overig | Totaal | Totaal |
| Seizoen                     | Club            | Competitie      | Wed.       | Dlp.       | Wed.  | Dlp.  | Wed.           | Dlp.           | Wed.   | Dlp.   | Wed.   | Dlp.   |
| --------------------------- | --------------- | --------------- | ---------- | ---------- | ----- | ----- | -------------- | -------------- | ------ | ------ | ------ | ------ |
| 2020/21                     | RB Leipzig      | Bundesliga      | –          | –          | 1*    | 0     | –              | –              | –      | –      | 1      | 0      |
| 2020/21                     | → Austria Wien  | Bundesliga      | 21         | 1          | 1     | 0     | –              | –              | –      | –      | 22     | 1      |
| 2021/22                     | → Austria Wien  | Bundesliga      | 30         | 2          | 2     | 1     | 2              | 0              | –      | –      | 34     | 3      |
| 2022/23                     | 1. FC Köln      | Bundesliga      | 29         | 1          | –     | –     | 6              | 0              | –      | –      | 35     | 1      |
| 2023/24                     | 1. FC Köln      | Bundesliga      | 30         | 1          | 2     | 0     | –              | –              | –      | –      | 32     | 1      |
| 2024/25                     | 1. FC Köln      | 2. Bundesliga   | 31         | 3          | 3     | 0     | –              | –              | –      | –      | 34     | 3      |
| 2025/26                     | 1. FC Köln      | Bundesliga      | 0          | 0          | 0     | 0     | –              | –              | 0      | 0      | 0      | 0      |
| Carrière totaal             | Carrière totaal | Carrière totaal | 138        | 7          | 9     | 1     | 8              | 0              | 0      | 0      | 161    | 10     |
| Bijgewerkt tot 29 juli 2025 |                 |                 |            |            |       |       |                |                |        |        |        |        |

* In het seizoen 2020/21 speelde Martel als A-junior mee met het eerste van RB Leipzig

## Interlandloopbaan
Martel kwam uit voor meerdere Duitse jeugdelftallen en speelde in totaal 30 jeugdinterlands, waarin hij drie keer tot scoren kwam. Met Duitsland –21 nam hij tweemaal deel aan een eindronde. Tijdens zijn interlandcarrière speelde hij onder meer samen met Noah Atubolu, Nick Woltemade, Maximilian Beier en Nicolò Tresoldi.

### Duitse jeugdelftallen
Op 3 september 2020 maakte Martel zijn debuut voor Duitsland –19 in een oefeninterland tegen Polen. Bondscoach Christian Wörns bracht hem in de rust als invaller. Ruim een jaar later, op 12 november 2021, debuteerde hij voor Duitsland –21 in een EK-kwalificatiewedstrijd tegen Polen. In het met 0–4 verloren thuisduel speelde hij één minuut mee. In de rest van de kwalificatiereeks kwam hij nog driemaal in actie. Duitsland eindigde als groepswinnaar en plaatste zich daarmee voor het Europees kampioenschap 2023. Martel werd door bondscoach Antonio Di Salvo geselecteerd voor het eindtoernooi in Roemenië en Georgië. Duitsland kende echter een teleurstellend toernooi en werd na drie wedstrijden zonder overwinning uitgeschakeld in de groepsfase. Martel kwam in alle drie de groepswedstrijden in actie.
Op 8 september 2023 droeg hij voor het eerst de aanvoerdersband van Duitsland –21, tijdens een oefenwedstrijd tegen Oekraïne. In de aanloop naar het Europees kampioenschap voetbal 2025 ontbrak hij in slechts een van de tien kwalificatiewedstrijden. In het met 3–1 gewonnen thuisduel tegen Polen maakte hij zijn eerste interlanddoelpunt, de 1–1 in de 56e minuut. Duitsland plaatste zich ongeslagen voor het eindtoernooi in Slowakije. Martel werd wederom geselecteerd door Di Salvo. Duitsland begon het toernooi sterk door al haar drie groepswedstrijden te winnen: Slovenië werd met 3–0 verslagen, tegen Engeland werd met 2–1 gewonnen, en Tsjechië werd met 4–2 aan de kant gezet. In het duel met de Tsjechen was Martel een van de doelpuntenmakers. In de kwartfinale werd na verlenging met 3–2 gewonnen van Italië, gevolgd door een overtuigende 3–0 overwinning op Frankrijk in de halve finale. In de eindstrijd verloor Duitsland met 3–2 van Engeland. Martel droeg tijdens het gehele toernooi de aanvoerdersband en kwam in alle wedstrijden in actie.
| Jeugdinterlands van Eric Martel voor Duitsland () | Jeugdinterlands van Eric Martel voor Duitsland () | Jeugdinterlands van Eric Martel voor Duitsland () | Jeugdinterlands van Eric Martel voor Duitsland () | Jeugdinterlands van Eric Martel voor Duitsland ()  | Jeugdinterlands van Eric Martel voor Duitsland () |
| №                                                 | Datum                                             | Wedstrijd                                         | Uitslag                                           | Soort Wedstrijd                                    | Doelpunten                                        |
| Als speler bij Duitsland –19                      | Als speler bij Duitsland –19                      | Als speler bij Duitsland –19                      | Als speler bij Duitsland –19                      | Als speler bij Duitsland –19                       | Als speler bij Duitsland –19                      |
| ------------------------------------------------- | ------------------------------------------------- | ------------------------------------------------- | ------------------------------------------------- | -------------------------------------------------- | ------------------------------------------------- |
| 1.                                                | 3 september 2020                                  | Polen – Duitsland                                 | 1 – 1                                             | Vriendschappelijk                                  |                                                   |
| 2.                                                | 8 september 2020                                  | België – Duitsland                                | 1 – 0                                             | Vriendschappelijk                                  |                                                   |
| Als speler bij Duitsland –20                      |                                                   |                                                   |                                                   |                                                    |                                                   |
| 1.                                                | 2 september 2021                                  | Tsjechië – Duitsland                              | 0 – 2                                             | Vriendschappelijk                                  |                                                   |
| 2.                                                | 6 september 2021                                  | Noorwegen – Duitsland                             | 1 – 1                                             | Vriendschappelijk                                  |                                                   |
| 3.                                                | 7 oktober 2021                                    | Polen – Duitsland                                 | 0 – 0                                             | Vriendschappelijk                                  |                                                   |
| Als speler bij Duitsland –21                      |                                                   |                                                   |                                                   |                                                    |                                                   |
| 1.                                                | 12 november 2021                                  | Duitsland – Polen                                 | 0 – 4                                             | EK-kwalificatie                                    |                                                   |
| 2.                                                | 16 november 2021                                  | Duitsland – San Marino                            | 4 – 0                                             | EK-kwalificatie                                    |                                                   |
| 3.                                                | 29 maart 2022                                     | Israël – Duitsland                                | 0 – 1                                             | EK-kwalificatie                                    |                                                   |
| 4.                                                | 7 juni 2022                                       | Polen – Duitsland                                 | 1 – 2                                             | EK-kwalificatie                                    |                                                   |
| 5.                                                | 27 september 2022                                 | Engeland – Duitsland                              | 3 – 1                                             | Vriendschappelijk                                  |                                                   |
| 6.                                                | 19 november 2022                                  | Italië – Duitsland                                | 2 – 4                                             | Vriendschappelijk                                  |                                                   |
| 7.                                                | 24 maart 2023                                     | Duitsland – Japan                                 | 2 – 3                                             | Vriendschappelijk                                  |                                                   |
| 8.                                                | 28 maart 2023                                     | Roemenië – Duitsland                              | 0 – 0                                             | Vriendschappelijk                                  |                                                   |
| 9.                                                | 22 juni 2023                                      | Israël – Duitsland                                | 1 – 1                                             | Europees kampioenschap voetbal                     |                                                   |
| 10.                                               | 25 juni 2023                                      | Tsjechië – Duitsland                              | 2 – 1                                             | Europees kampioenschap voetbal                     |                                                   |
| 11.                                               | 8 september 2023                                  | Duitsland – Oekraïne                              | 2 – 0                                             | Vriendschappelijk                                  |                                                   |
| 12.                                               | 8 september 2023                                  | Kosovo – Duitsland                                | 0 – 3                                             | EK-kwalificatie                                    |                                                   |
| 13.                                               | 17 november 2023                                  | Duitsland – Estland                               | 4 – 1                                             | EK-kwalificatie                                    |                                                   |
| 14.                                               | 21 november 2023                                  | Duitsland – Polen                                 | 3 – 1                                             | EK-kwalificatie                                    | Goal                                              |
| 15.                                               | 22 maart 2024                                     | Duitsland – Kosovo                                | 0 – 0                                             | EK-kwalificatie                                    |                                                   |
| 16.                                               | 26 maart 2024                                     | Duitsland – Israël                                | 2 – 0                                             | EK-kwalificatie                                    |                                                   |
| 17.                                               | 4 september 2024                                  | Israël – Duitsland                                | 1 – 5                                             | EK-kwalificatie                                    |                                                   |
| 18.                                               | 10 september 2024                                 | Estland – Duitsland                               | 1 – 10                                            | EK-kwalificatie                                    | Goal                                              |
| 19.                                               | 11 oktober 2024                                   | Duitsland – Bulgarije                             | 2 – 1                                             | EK-kwalificatie                                    |                                                   |
| 20.                                               | 15 oktober 2024                                   | Polen – Duitsland                                 | 3 – 3                                             | EK-kwalificatie                                    |                                                   |
| 21.                                               | 15 november 2024                                  | Duitsland – Denemarken                            | 3 – 0                                             | Vriendschappelijk                                  |                                                   |
| 22.                                               | 19 november 2024                                  | Frankrijk – Duitsland                             | 2 – 2                                             | Vriendschappelijk                                  |                                                   |
| 23.                                               | 21 maart 2025                                     | Slowakije – Duitsland                             | 0 – 1                                             | Vriendschappelijk                                  |                                                   |
| 24.                                               | 25 maart 2025                                     | Duitsland – Spanje                                | 3 – 1                                             | Vriendschappelijk                                  |                                                   |
| 25.                                               | 12 juni 2025                                      | Duitsland – Slovenië                              | 3 – 0                                             | Europees kampioenschap voetbal 2025 (poule)        |                                                   |
| 26.                                               | 15 juni 2025                                      | Tsjechië – Duitsland                              | 2 – 4                                             | Europees kampioenschap voetbal 2025 (poule)        | Goal                                              |
| 27.                                               | 18 juni 2025                                      | Engeland – Duitsland                              | 1 – 2                                             | Europees kampioenschap voetbal 2025 (poule)        |                                                   |
| 28.                                               | 22 juni 2025                                      | Duitsland – Italië                                | 3 – 2 (n.v.)                                      | Europees kampioenschap voetbal 2025 (kwartfinale)  |                                                   |
| 29.                                               | 25 juni 2025                                      | Duitsland – Frankrijk                             | 3 – 0                                             | Europees kampioenschap voetbal 2025 (halve finale) |                                                   |
| 30.                                               | 28 juni 2025                                      | Engeland – Duitsland                              | 3 – 2 (n.v.)                                      | Europees kampioenschap voetbal 2025 (finale)       |                                                   |
| Bijgewerkt tot 30 juli 2025                       |                                                   |                                                   |                                                   |                                                    |                                                   |

## Erelijst
| Kampioen 2. Bundesliga | 1x | 2024/25 |